# Huo Chengjun
La Emperatriz Huo Chengjun (霍成君; muerta en 54 a. C.) fue una emperatriz de la dinastía Han. Era la segunda esposa del Emperador Xuan y su padre era el destacado estadista Huo Guang, que sirvió como regente del Emperador Zhao y continuó siendo extremadamente poderoso durante el reinado de su sucesor el Emperador Xuan hasta su muerte en 68 a. C. El nombre de su madre era Xian (顯).

## Familia
No se conoce cuando nació pero sí que creció en una casa con tal poder que en muchas maneras, se consideraba y era considerada la auténtica casa imperial. Acostumbrada al lujo desde muy niña, ello se manifestaba en su costumbre de premiar a sus sirvientes con grandes riquezas. Tenía una hermana mayor que había sido casada con Shangguan An, un hijo de Shangguan Jie el asociado de su padre en el poder; su hija se convertiría en la esposa del Emperador Zhao.

## Matrimonio
En 74 a. C., el Emperador Zhao falleció a la edad de 20 años. Huo Inicialmente seleccionó a su sobrino, el Príncipe He de Changyi como el nuevo emperador. Sin embargo, después de que rápidamente el príncipe mostrara ser inadecuado para ser emperador, Huo le destronó y seleccionó a un plebeyo, el bisnieto del Emperador Wu y sobrino nieto del Emperador Zhao, Liu Bingyi (劉病已), como emperador, y  él aceptó el trono como Emperador Xuan.
El Emperador Xuan ya estaba casado con Xu Pingjun cuando subió al trono, y nombró a Xu consorte imperial. Cuando llegó el momento de nombrar una emperatriz, los altos funcionarios imperiales, sabiendo el deseo de la Señora  Xian, insinuaron al emperador que podría casarse con Huo Chengjun, la mejor elección para emperatriz. El emperador Xuan no rechazó explícitamente esta propuesta, pero emitió la orden de buscar la espada que poseía como plebeyo. Captando la indirecta, los oficiales recomendaron a la Consorte Xu como emperatriz, y fue creada como tal a finales de 74 a. C.
La Señora Xian no se resignaba a su deseo de hacer a su hija emperatriz. En 71 a. C., la Emperatriz Xu estaba embarazada y la Señora Xian tramó un plan. Sobornó a la médica personal de la emperatriz, Chunyu Yan (淳于衍), para que bajo el pretexto de darle una medicina después de dar a luz, la envenenara. Chunyu así lo hizo y la Emperatriz Xu murió poco después del alumbramiento. Sus doctores fueron inicialmente arrestados para investigar si habían cuidado de la emperatriz correctamente. La Señora Xian, asustada, informó a Huo Guang de lo que había pasado, y Huo, no teniendo el valor de entregar a su esposa, en cambio firmó la liberación de Chunyu.
En 70 a. C., el Emperador Xuan nombró a Huo Chengjun emperatriz. Acostumbrada al lujo y el derroche, sus gastos de palacio superaron ampliamente los de la difunta Emperatriz Xu. Intentó mantener una buena relación con su sobrina, la Magnífica Emperatriz Viuda Shangguan, pero su relación no llegó a ser tan cordial como con la emperatriz Xu, porque la Magnífica Emperatriz Viuda Shangguan se sentía intimidada por el hecho de que la Emperatriz Huo era su tía.

## Expulsión y muerte
En 68 a. C., Huo Guang enfermó y murió. El Emperador Xuan y la Magnífica Emperatriz Viuda Shangguan hicieron el acto casi sin precedentes de asistir personalmente al velatorio de Huo y construyeron un mausoleo impresionante para él. Después de la muerte de Huo, el Emperador Xuan asumió muchos más poderes personales que los que tuvo en vida de Huo. Sin embargo, el hermano de la Emperatriz Huo, Huo Yu (霍禹), los sobrinos Huo Yun (霍雲) y Huo Shan (霍山), y cuñados Mingyou (范明友) y Deng Guanghan (鄧廣漢) permanecieron en puestos clave.
En 67 a. C., el Emperador Xuan nombró al Príncipe Shi— hijo de la difunta emperatriz Xu— príncipe heredero, y a su padre Xu Guanghan (許廣漢) Marqués de Ping'en— una acción a la que Huo Guang se había opuesto. La Señora Xian se conmocionó y enojó, porque si su hija tenía un hijo, este solo podría ser un príncipe y no el futuro emperador. Instruyó a la Emperatriz Huo para asesinarlo. Presuntamente, la Emperatriz Huo hizo múltiples intentos, pero siempre falló. Por entonces, el emperador también oyó rumores de que los Huo habían asesinado a la Emperatriz Xu, lo que lo llevó a despojar a los Huo de poder real, mientras les permitía mantener sus títulos formales.
En 66 a. C., después de que aumentaran los rumores públicos de que los Huo habían asesinado a la Emperatriz Xu, la Señora Xian finalmente reveló a su hijo y sobrinos nietos que, en verdad, había asesinado a la Emperatriz Xu. Temiendo lo que el emperador pudiera hacer si encontraba pruebas reales, la Señora Xian, su hijo, sus sobrinos nietos, y sus yernos formaron una conspiración para deponer al emperador. La conspiración fue descubierta, y el clan Huo al completo fue ejecutado por orden del Emperador Xuan.
El emperador emitió luego un edicto deponiendo a la Emperatriz Huo, en el que no hacía ninguna referencia a lo que su supuestamente había hecho su familia, sino que la acusaba de intentar envenenar al príncipe heredero Shi. Fue recluida en un palacio sin usar. En 54 a. C., se dispuso exiliarla a otro palacio aún más distante, y Huo se suicidó.